# Acquacoltura del salmone

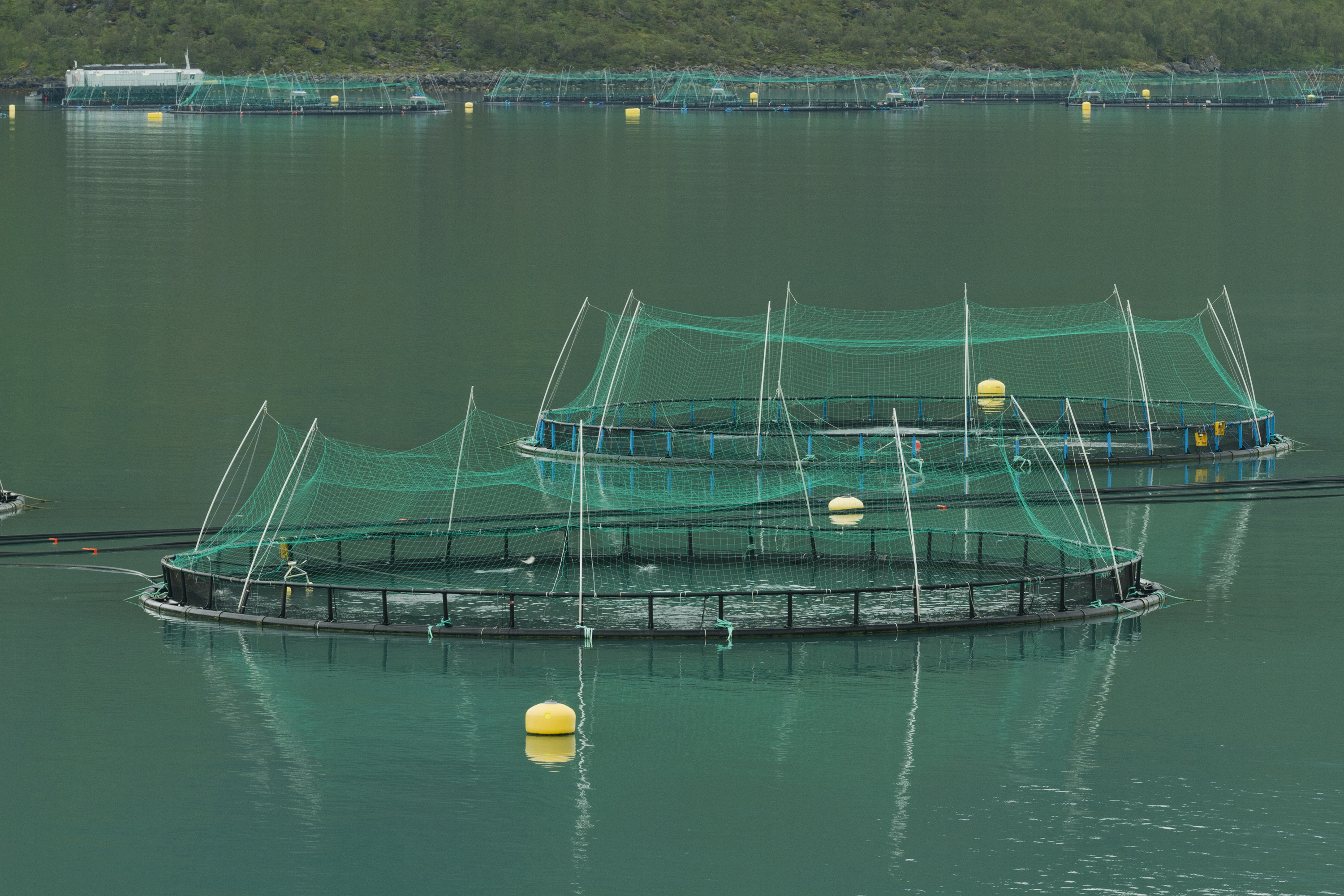
Acquacoltura del salmone in Norvegia

Per acquacoltura del salmone si intende l'allevamento dei salmoni in condizioni controllate per motivi commerciali.
Il salmone atlantico, Salmo salar (Linnaeus 1758) o semplicemente salmone è un pesce particolarmente desiderato dai consumatori in tutto il mondo e la sua produzione è in costante crescita. Dal 1980 il suo consumo è triplicato, con significative conseguenze ambientali legate alla pesca, all'allevamento e al trasporto.

## Origini dell'acquacoltura
Fino alla recente ricerca di Erick Trinkaus, non era chiaro quando il pesce diventò importante nell'alimentazione dell'uomo. Lo studio, infatti, sembra confermare che già circa 40.000 anni fa gli abitanti dell'attuale Cina consumassero regolarmente il pesce dei fiumi.
Le origini dell'acquacoltura non sono facilmente rintracciabili, in quanto mancano reperti archeologici. Nonostante poche scoperte al riguardo, ci sono prove dell’esistenza di una “proto acquacoltura” nel mondo avente presumibilmente come culla il territorio dell’attuale Cina. La carpa infatti veniva catturata per abbellire gli stagni delle proprietà private.
L'anno 475 a.C. è considerato molto importante per la storia dell'acquacoltura, perché è l'anno in cui Fan Lai scrisse il primo trattato intitolato The Classic of Fish Culture, il primo trattato conosciuto sulla coltura del pesce.
Un costante consumo del pesce sia di acqua dolce che quello di mare, ha portato con il passare del tempo ad un depauperamento delle risorse ittiche. Nel Medioevo, la cattura ed il consumo fu nella fase iniziale esclusivamente ai fini di sopravvivenza ma, con il passare del tempo si trasformò in un vero e proprio commercio con la vendita del pesce a scopo di lucro. L’incremento del consumo del pesce fu dovuto non solo all’aumento della popolazione, ma anche ai rituali della religione cristiana che permetteva sempre il consumo del pesce, mentre vietava quello di carne per ben 130 giorni all’anno.

### Storia
I primi allevamenti di salmone ebbero uno scopo diverso rispetto a quello commerciale. Nel XIX secolo fu la Gran Bretagna il primo paese ad allevare i salmoni nelle acque dolci per aumentare la quantità dei pesci ai fini della pesca. L'allevamento di salmone in gabbia galleggiante a scopo commerciale, invece, iniziò negli anni Sessanta in Norvegia. I primi successi norvegesi incoraggiarono lo sviluppo dell'acquacoltura in Scozia, Irlanda, Canada, Stati Uniti d'America, Cile ed Australia (Tasmania). Una produzione di minore portata avviene anche in Nuova Zelanda, Francia e Spagna. Le principali aree degli allevamenti si trovavano (e si trovano tuttora) sulla latitudine compresa tra 40° e 70° nell'emisfero boreale e tra 40° e 50° nell'emisfero australe.
I ceppi norvegesi del salmone naturale maturano più tardi rispetto a quelli scozzesi, ecco perché si è reso necessario incrociarli ottenendo così i ceppi ibridi che attualmente sono utilizzati di norma nella maggior parte delle aree di produzione. Questo si è reso necessario, perché i ceppi scozzesi, maturando prima, non raggiungevano dimensioni richieste in commercio.

## Crescita e alimentazione del salmone

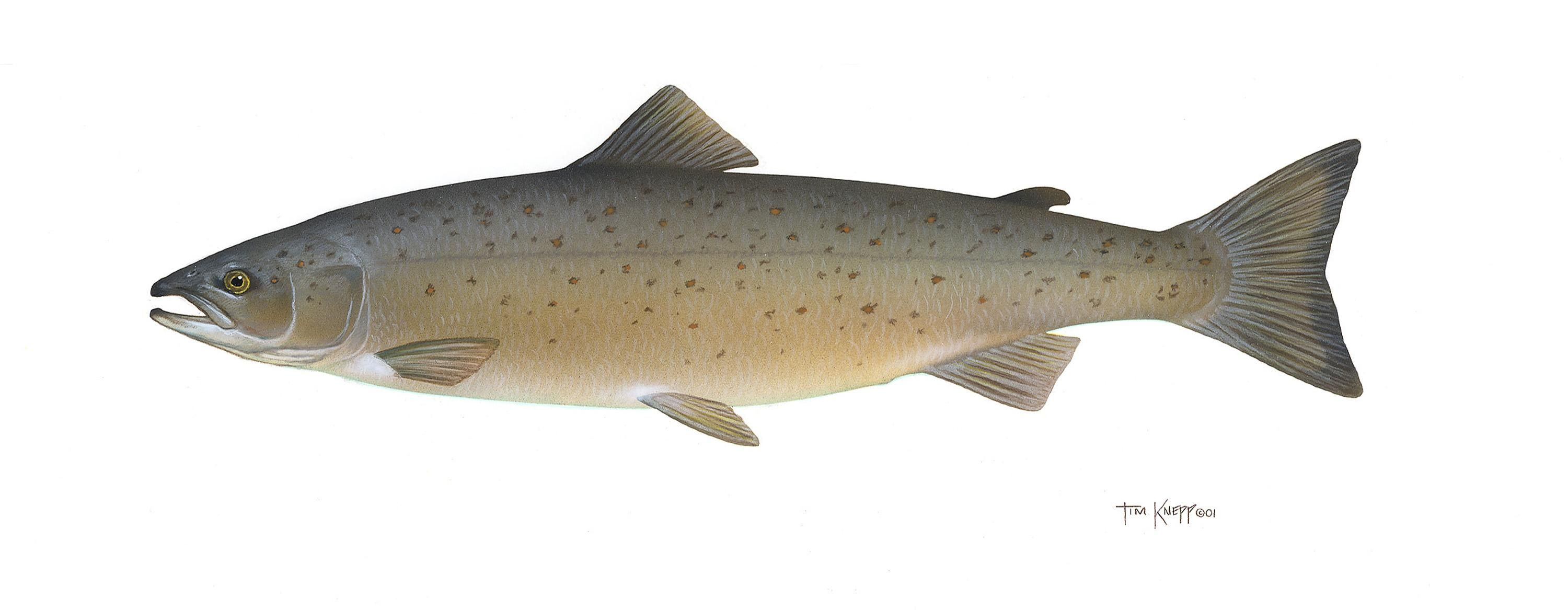
Salmone, salmo salar

Salmone è un pesce anadromo, nasce quindi e passa la sua gioventù nelle acque dolci, mentre matura nelle acque di mare; una volta pronto per la riproduzione torna di nuovo nel fiume. Gli allevamenti devono creare condizioni adeguate per rispettare questo ciclo naturale.
In primavera, quindi, i riproduttori vengono selezionati dai siti marini per poi essere trasferiti nei serbatoi d'acqua dolce posizionati sulla terraferma. Una volta nati, gli avannotti cresceranno nelle vasche dove vengono utilizzati sistemi di ricircolo RAS (Recirculating Aquaculture System) o gabbie lacustri.
Dopo circa dodici mesi della permanenza in acqua dolce, il giovane salmone nella fase di smolt (che dura fino a quattro anni) viene trasferito in una gabbia galleggiante in mare dove passerà circa 2 anni prima di raggiungere l'età della raccolta.
In natura, salmone è un predatore quindi si ciba di altri pesci più piccoli, questo accade anche negli allevamenti dove, oltre al pesce, lo si nutre anche con soia, grano e olii vegetali. Il suo colore rosa aranciato, invece, è dato dal pigmento astaxantina che viene aggiunto al cibo.
Il consumo del pesce selvatico ai fini del nutrimento del salmone viene calcolato attraverso il rapporto FIFO ("fish in: fish out") che nel 2015 per la prima volta dall'anno 2000 è sceso allo 0,82 kg; per ogni kg di salmone allevato fu utilizzato 0,82 kg di pesce selvatico. È evidente, quindi, che l'industria tende a diminuire l'uso del pesce a favore del mangime alternativo.

## Malattie

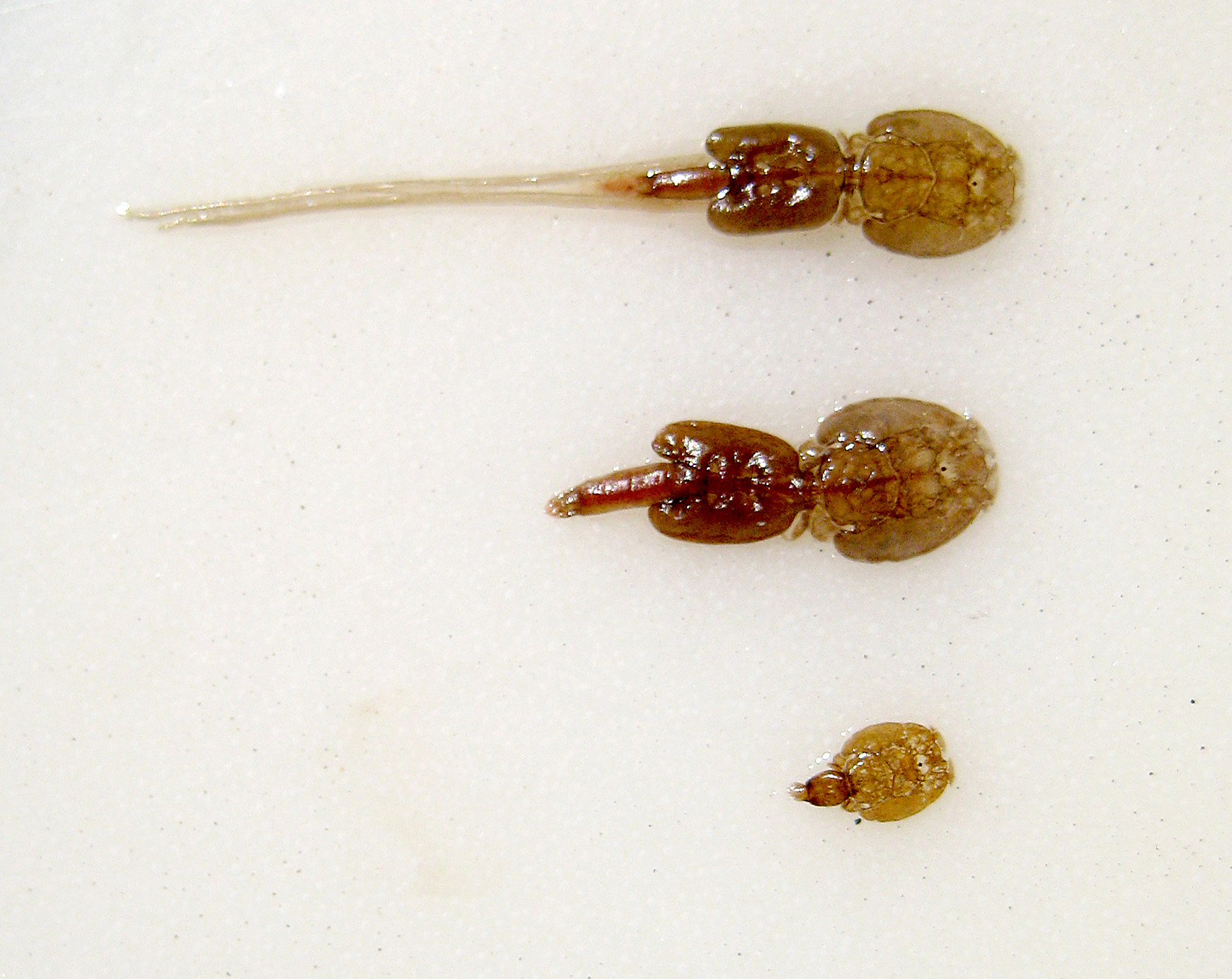
pidocchio di mare, Lepeophtheirus salmonise

I salmoni subiscono infestazioni da pidocchi di mare, Lepeophtheirus salmonise e vengono attaccati dalla malattia delle branchie causata da Neoparamoeba perurans, la più importante ameba nei pesci allevati.
Quello delle infestazioni è il più grande problema attuale del settore. Per attenuarlo, vengono utilizzati sia trattamenti chimici (perossido di idrogeno e emamectina benzoato) che naturali attraverso uso dei pesci pulitori, Labrus bergylta e Cyclopteridae. I trattamenti chimici sempre più spesso risultano inefficaci, in più sono dannosi al pesce causando mancanza di appetito ed in alcuni casi anche la morte. Inoltre, disperdendosi nelle acque circostanti possono provocare danni all’ambiente bentonico. Ultimamente si predilige quindi, una soluzione naturale al problema, quindi l’uso del pesce pulitore considerato un approccio più sostenibile ed ecologico. Nonostante tutti gli sforzi tesi a debellare il parassita, le infestazioni continuano ad aumentare. Si presume che questo accada non solo a causa della forte densità dei pesci all'interno delle gabbie galleggianti, ma anche degli allevamenti stessi e la loro crescita troppo intensa in aree ristrette.
Un’altra sfida che incombe sul settore è quella della malattia delle branchie che sembra essere la principale causa dell’alta mortalità del salmone. La malattia colpisce il pesce in fase iniziale della sua permanenza in acque marine e con il tempo può anche portare alla sua morte. Sembra non ci sia un medicinale efficace in questo momento e l’unico trattamento conosciuto consiste nell'immersione della gabbia contenente i salmoni in acqua fresca, visto che la malattia dilaga in acque calde oppure nell'immersione nella soluzione di perossido di idrogeno (acqua ossigenata).

## Predatori
L'acquacoltura del salmone deve far fronte a diverse problematiche quali: malattie, fuga dei pesci e predatori. Quest'ultimi sono prevalentemente foche, ma anche delfini e leoni marini. Per allontanare le foche, vengono utilizzati i deterrenti acustici (ADDs, Acustic Deterrent Device). In Scozia, per esempio, oltre all'utilizzo degli ADD's era permessa la soppressione dei predatori qualora non fosse possibile allontanarli in nessun modo. In 2020 sono state uccise 75 foche, il numero più alto dal 2014. La situazione cambiò dal 1º febbraio 2021 quando il governo scozzese pose divieto di uccisione delle foche a causa di proteste degli animalisti, ma soprattutto per poter mantenere il più importante mercato, quello statunitense (dove le foche sono protette e non è prevista alcuna importazione dai paesi dove tale divieto non viene rispettato).

## Difficoltà del settore
La FAO sostiene che allevamento intensivo del salmone atlantico è sempre stato controverso. Infatti, tante organizzazioni e privati si stanno interrogando su quali siano i suoi effetti sull'ambiente e in che modo possano impattare la specie selvaggia.

Secondo Greenpeace l'acquacoltura produce molti rifiuti organici: cibo avanzato, escrementi e pesci morti. Questi rifiuti entrano nel circolo acquatico attorno alle gabbie galleggianti. Nei casi estremi, sovraffollamento nelle gabbie può provocare abbassamento dell'ossigeno nell'acqua circostante e un conseguente soffocamento sia dei salmoni allevati che quei selvaggi. Più spesso, invece, avviene un'evidente riduzione della biodiversità dell'acqua nelle vicinanze delle gabbie. In Chile, la biodiversità risultò ridotta nel caso di alcuni allevamenti anche oltre 50%.

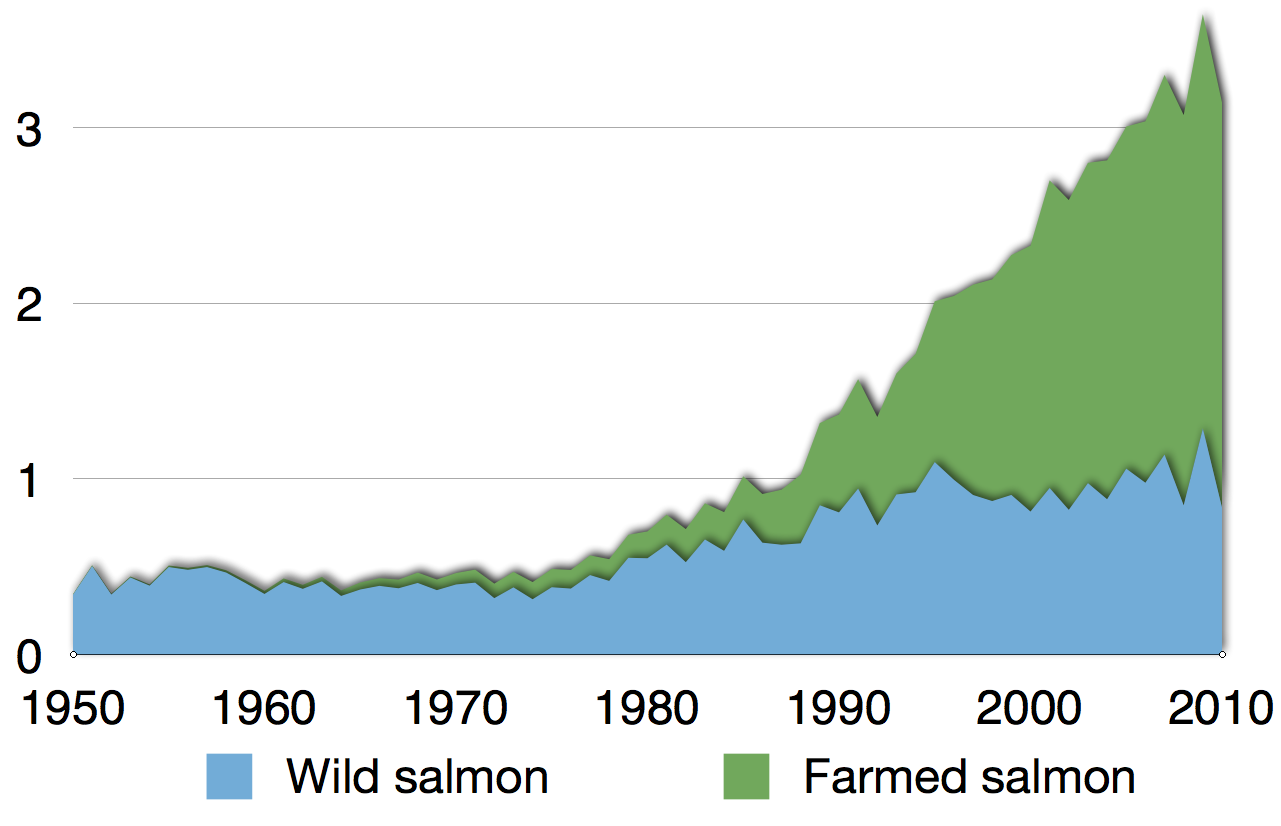
Produzione del salmone 1950-2010, FAO

Gli allevamenti, inoltre, sono soggetti alla fuga dei salmoni dovuta alla rottura delle gabbie durante le tempeste oppure attacchi dei predatori. Questi eventi portano all'interazione tra i salmoni allevati e quei selvaggi con la conseguente riproduzione che risulta dannosa per il salmone selvaggio, perché la nuova specie "ibrida" è più vulnerabile e quindi più a rischio di non sopravvivere in natura. Questo significa che la popolazione selvaggia, già vulnerabile, potrebbe essere indotta ad un ulteriore ridimensionamento.

## Produzione e occupazione
Dal 1950 al 2010 la produzione fu in costante crescita e nel 2010 ha superato la pesca del salmone selvaggio di ben due volte (come da tabella).
Nel 2015 sono state prodotte 2,2 milioni di tonnellate di salmone, mentre la cattura del salmone selvatico arrivò a circa 880.000 di tonnellate.
Il WWF sostiene che l'acquacoltura del salmone è un sistema di produzione alimentare in più rapida crescita al mondo, corrisponde infatti al 70% (2,5 milioni di tonnellate) del mercato del pesce allevato.
Secondo ISFA (International Salmon Farmers Association) in acquacoltura del salmone sono impegnati 132.600 lavoratori. Il settore riesce a ravvivare le aree rurali costiere e ad invertire la tendenza dei giovani ad abbandonare i luoghi, spesso molto remoti.